# Distrito de Latehar
Latehar (en hindi; लातेहार जिला) es un distrito de la India en el estado de Jharkhand. Código ISO: IN.JK.LA.
Comprende una superficie de 3 660 km².
El centro administrativo es la ciudad de Latehar.

## Demografía
Según censo 2011 contaba con una población total de 725 673 habitantes, de los cuales 356 139 eran mujeres y 369 534 varones.